# AFI's 100 Years... 100 Stars
AFI's 100 Years... 100 Stars ("100 jaar... 100 sterren") is een lijst van de 50 grootste filmlegendes in de Amerikaanse filmgeschiedenis zoals die is vastgesteld door het American Film Institute (AFI).
De lijst is bekendgemaakt in 1999, en was de tweede uit een reeks van AFI 100 Years... en volgde de lijst van beste films op.
Op 15 juni 1999 werd de lijst bekendgemaakt in een speciale uitzending gepresenteerd door Shirley Temple. Een filmlegende werd gedefinieerd als een acteur of groep acteurs die hun debuut gemaakt hadden voor 1950 of die na 1950 debuteerden maar jong om het leven kwamen en evenzeer een opmerkelijke carrière hadden. 
Op dit moment (status 8 januari 2022) is er nog maar één van de vijftig acteurs in leven: Sophia Loren. Toen de lijst onthuld werd leefden ook Lauren Bacall, Shirley Temple, Katharine Hepburn, Elizabeth Taylor, Marlon Brando, Gregory Peck, Kirk Douglas en Sidney Poitier nog. 
Humphrey Bogart en Katharine Hepburn, de aanvoerders van beide lijsten, speelden samen in The African Queen, waarvoor Bogart zijn enige oscar ontving.

## Lijst
| #   | Mannelijke legendes | Vrouwelijke legendes |
| --- | ------------------- | -------------------- |
| 1.  | Humphrey Bogart     | Katharine Hepburn    |
| 2.  | Cary Grant          | Bette Davis          |
| 3.  | James Stewart       | Audrey Hepburn       |
| 4.  | Marlon Brando       | Ingrid Bergman       |
| 5.  | Fred Astaire        | Greta Garbo          |
| 6.  | Henry Fonda         | Marilyn Monroe       |
| 7.  | Clark Gable         | Elizabeth Taylor     |
| 8.  | James Cagney        | Judy Garland         |
| 9.  | Spencer Tracy       | Marlene Dietrich     |
| 10. | Charlie Chaplin     | Joan Crawford        |
| 11. | Gary Cooper         | Barbara Stanwyck     |
| 12. | Gregory Peck        | Claudette Colbert    |
| 13. | John Wayne          | Grace Kelly          |
| 14. | Laurence Olivier    | Ginger Rogers        |
| 15. | Gene Kelly          | Mae West             |
| 16. | Orson Welles        | Vivien Leigh         |
| 17. | Kirk Douglas        | Lillian Gish         |
| 18. | James Dean          | Shirley Temple       |
| 19. | Burt Lancaster      | Rita Hayworth        |
| 20. | Marx Brothers       | Lauren Bacall        |
| 21. | Buster Keaton       | Sophia Loren         |
| 22. | Sidney Poitier      | Jean Harlow          |
| 23. | Robert Mitchum      | Carole Lombard       |
| 24. | Edward G. Robinson  | Mary Pickford        |
| 25. | William Holden      | Ava Gardner          |